# Big River 118A
Big River 118A är ett reservat i Kanada.   Det ligger i provinsen Saskatchewan, i den centrala delen av landet, 2 400 km väster om huvudstaden Ottawa.
Trakten runt Big River 118A består till största delen av jordbruksmark. Runt Big River 118A är det mycket glesbefolkat, med 3 invånare per kvadratkilometer.